# ブラッサボラ属
ブラッサボラ属 Brassavola は、ラン科植物の1群の名である。カトレアに近縁で、外見はやや似ている。カトレア類の交配親としても古くから用いられてきた。属名はイタリアの植物学者兼医者であった A. M. Brassavola にちなむ。洋ランとしての略名は B. である。

## 特徴
多年生草本で着生植物。概形はカトレアに似る。匍匐茎が這い、太い根を出して樹皮上に着生する。茎の先端は円筒形から紡錘形の偽鱗茎となり、先端に一枚の葉をつける。偽鱗茎も葉も厚くて硬い。ノドサ B. nodosa 等は偽鱗茎が立ち気味に伸びて草姿もカトレアに似るが、 B. tuberculata 等の種は偽鱗茎も葉も細長くて垂れ下がり、その見かけは随分異なる。
花は偽鱗茎の先端から出て単性、または多数生じる。花はカトレアに似て、萼片と側花弁は幅狭く、唇弁基部はずい柱を抱き、先端が大きく広がる。色は白や黄色など、淡い色のものが多い。概して薫りはよい。ずい柱は短くて直立、花粉塊は二組で8個。

## 分布
メキシコから中央アフリカ、ブラジル・アルゼンチンに分布する。

## 分類
約20種が知られる。なお、かつてこの属に入れられた中で、B. digbyana と B. glauca の2種は近年リンコレリア属 Rhyncholaelia に移された。これらの葉は平らで幅が広い。
代表的な種

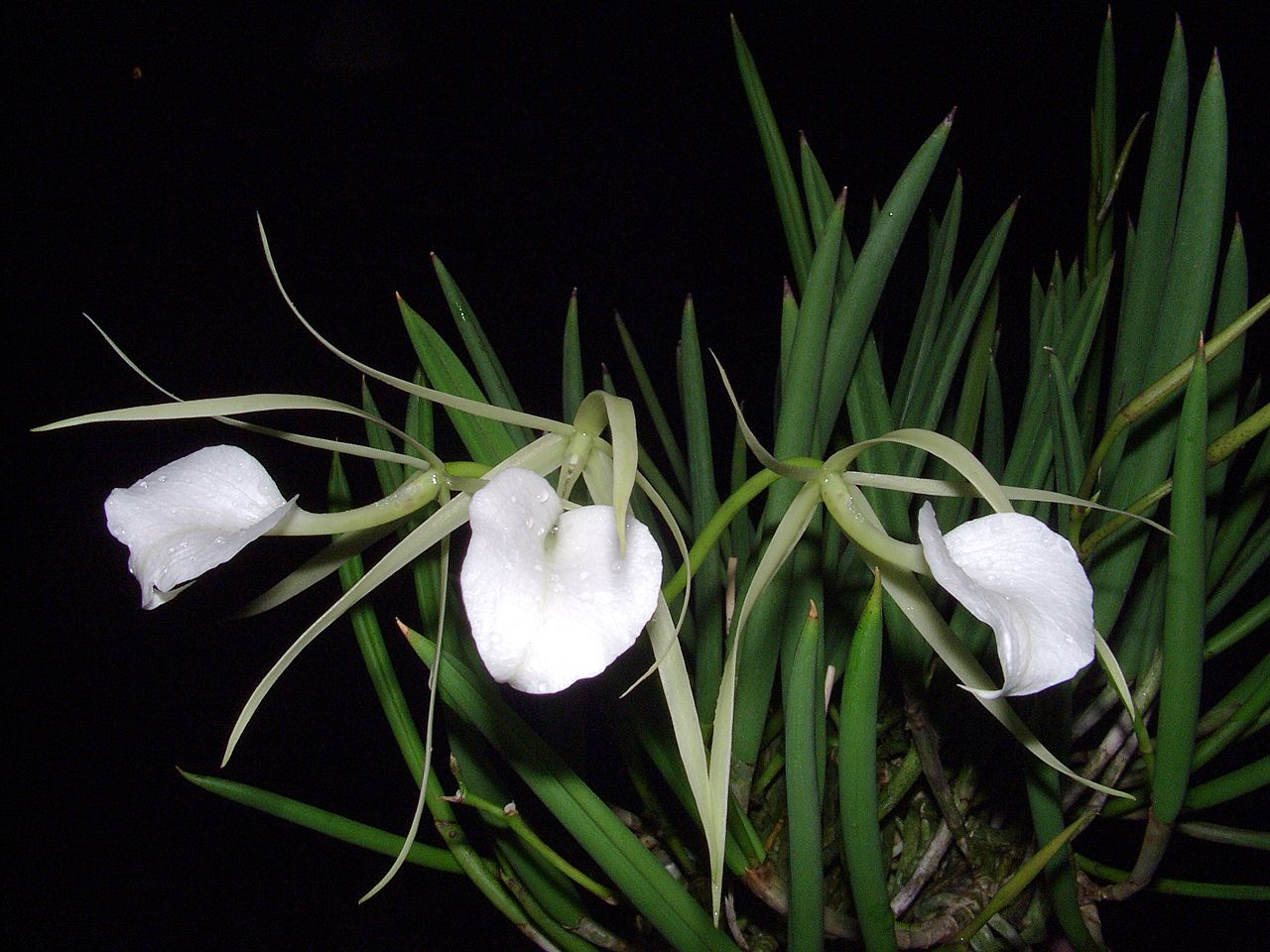
Brassavola　ブラッサボラ
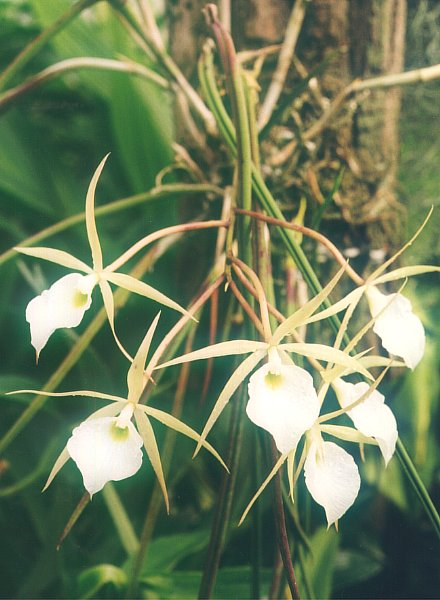
B. flagellaris
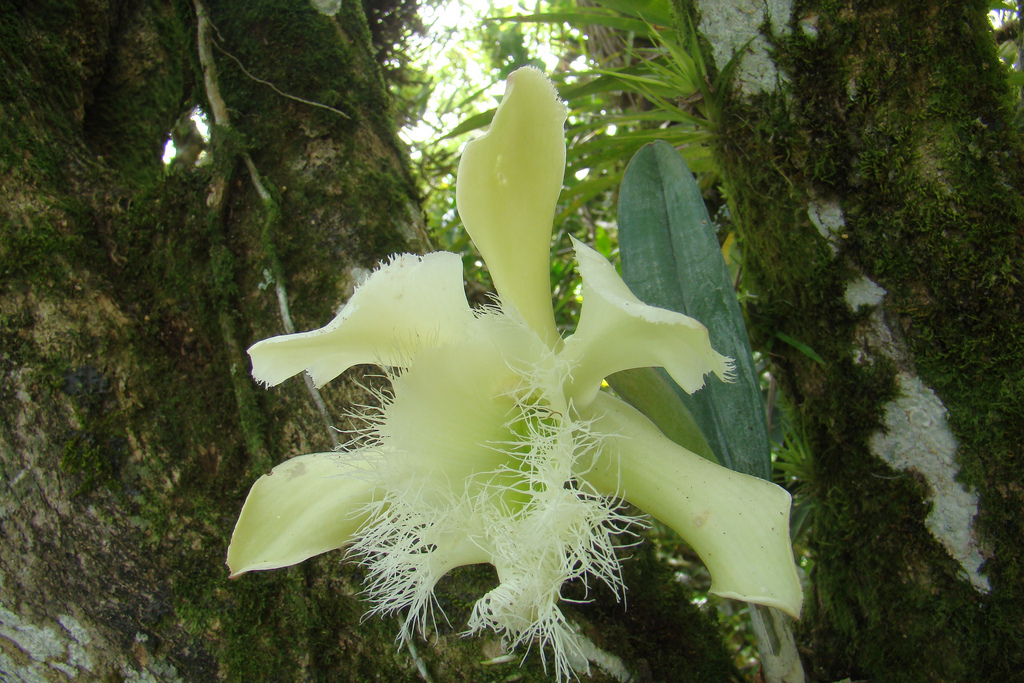
R. digbyana
  - B. acaulis
  - B. cuculata
  - B. nodosa　ノドサ
  - B. tuberculata

- Rhyncholaelia　リンコレリア
  - R. digbyana　ディグビアナ
  - R. glauca

- B. nodosa
- B. flagellaris
- R. digbyana

## 利用
洋ランとして栽培される。原種もよく栽培され、特にディグビアナは大きく広がった唇弁の周囲に深く細かな切れ込みが入り、周囲に糸飾りを付けたようになるのが美しい。
交配品種も作られている。また属間交配も行われており、特にディグビアナはカトレア類において唇弁の大きく広がったものを作出するのに多く用いられてきた。本属とカトレヤ属との交配品は人工属ブラッソカトレア Brassocattleya （略称はBc.）と呼ばれる。その際、上記のリンコレリアに分割されたものは便宜的に本属として扱われることがあるが、正しくはこの両者の属間交配品はリンコレリオカトレア Rhyncolaeliocattleya となり、かなりのものがここに移されることになる。他にノドサを交配親に使ったものは、往々にしてほっそりとした萼と側花弁に、基部が細くて先端がラッパのように広がった独特の姿をなし、ノドサ系と呼ばれる。

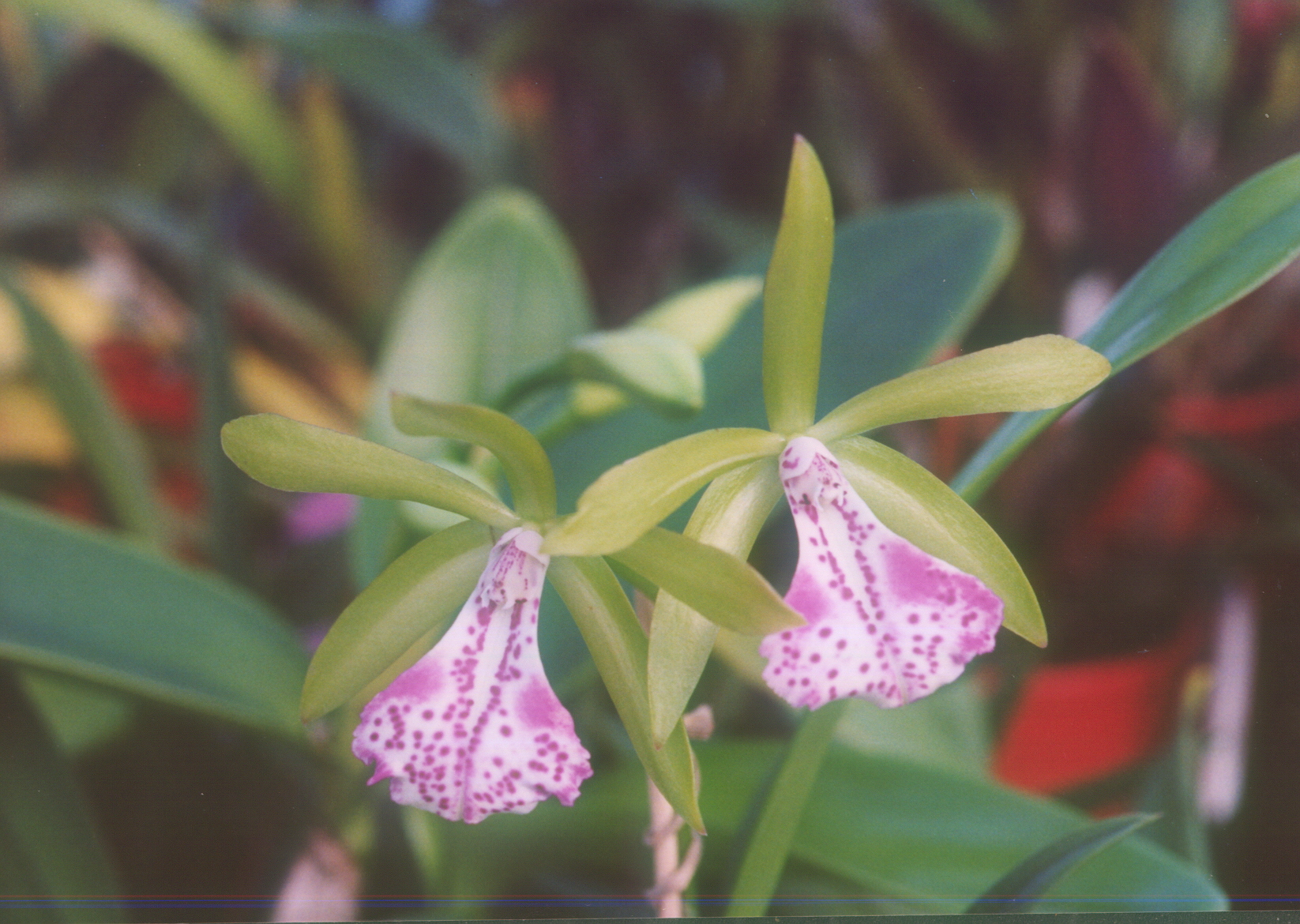
B. nodosa x Bc. BinosaFile
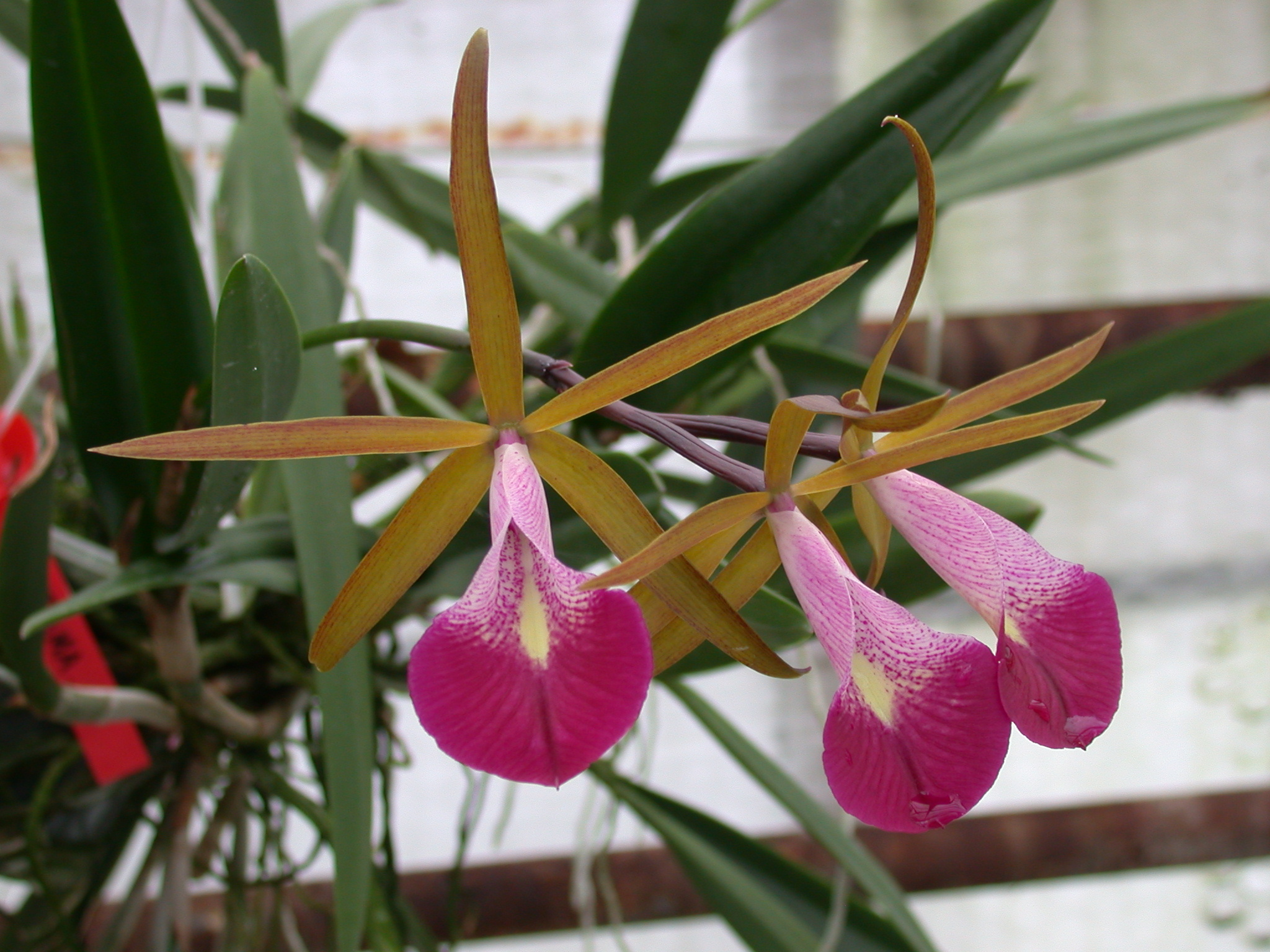
Bc. Star Ruby Xanadu
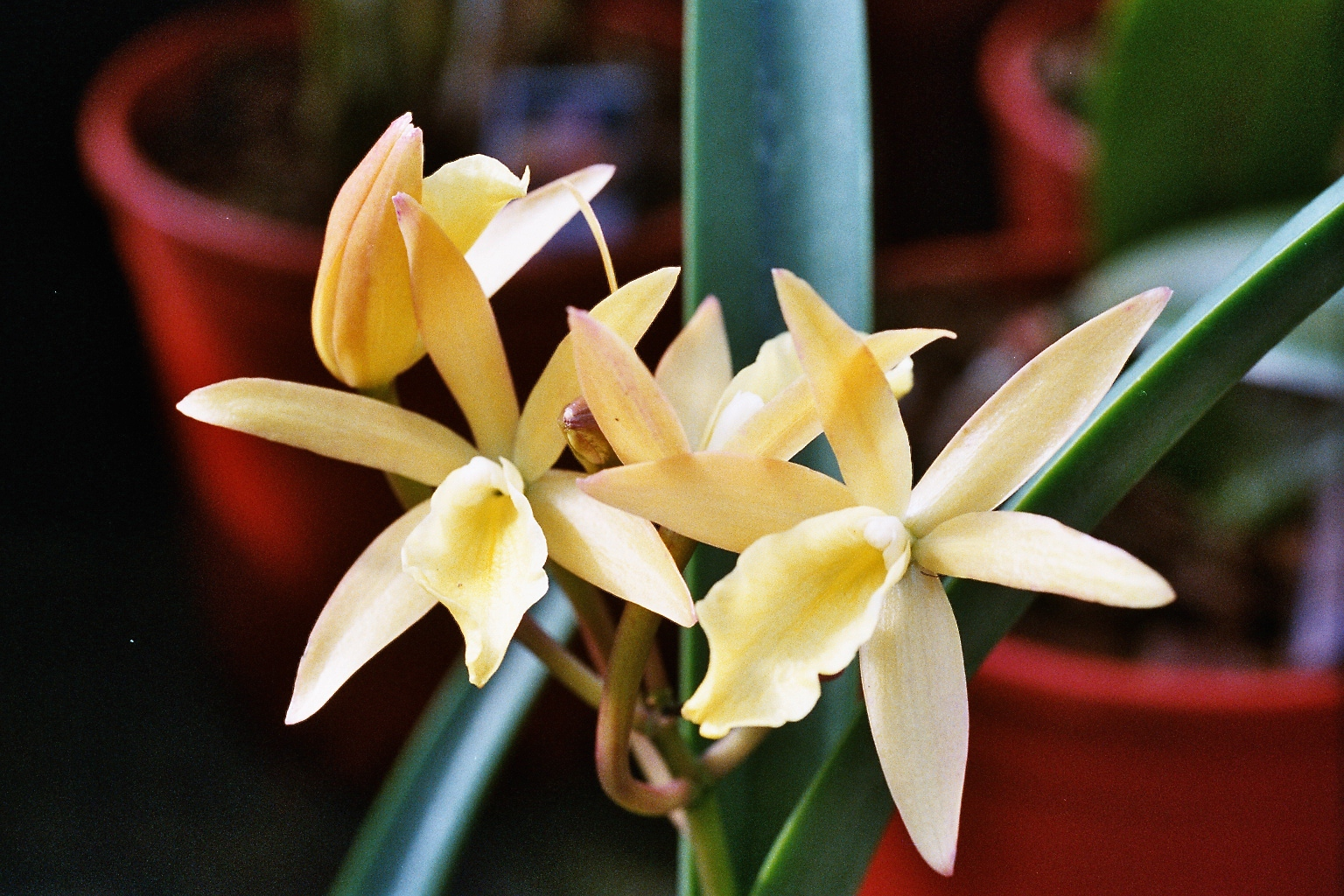
Bc. Sommersonne